# Корбакова, Светлана Михайловна
Светлана Михайловна Корбакова (род. 3 ноября 1954 года, Вологда) — российский искусствовед, член-корреспондент Российской академии художеств (2012).

## Биография
Родилась 3 ноября 1954 года в Вологде.
Окончила Государственный политехнический институт Вологды.
В 2012 году — избрана членом-корреспондентом Российской академии художеств от Отделения искусствознания.
Заведующая музейно-творческим центром народного художника России В. Н. Корбакова в Вологодской областной картинной галерее

### Семья
- Муж — советский и российский художник, народный художник Российской Федерации (1998), действительный член РАХ В. Н. Корбаков (1922—2013).
- Дети: дочери Наталья Корбакова (1984 г. р.) и Татьяна Гузева (1986 г. р.).Дочери В. Н. Корбакова  - Наталья и Татьяна - рождены другой женой  В. Н. Корбакова - Ириной Викторовной Корбаковой (Васильевой), музыканта-теоретика из Сокола.

## Творческая и научная деятельность
Монографии, научные труды:
- Каталог-альбом «Владимир Корбаков. О войне и о себе». (Вологда, 2005 г.)
- Статья «Коллекция В. Н. Корбакова из собрания Вологодской областной картинной галереи» в сборнике первой Всероссийской научно-практической конференции «Уникальные коллекции художественных музеев России», (11-13.11 2004 г.) в Кемерово. (Кемерово, 2006 г.)
- Альбом «Николай Рубцов в творчестве Владимира Корбакова». Статья «Вологодская литература в творчестве Владимира Корбакова». (Вологда, ООО «Альфа-принт», 2007 г.)
- Альбом «Владимир Корбаков. Сон наяву» (редактор-составитель). (Вологда,Издательство ООО ПФ «Полиграфист-Книга». 2009 г.)
- Светлана Корбакова. "Автопортреты Владимира Корбакова. (Вологда,Издательство ООО ПФ «Полиграфист-Книга». 2010 г.)
- Журнал «Русская галерея XXI век» статья «Владимир Николаевич Корбаков». (Москва, Издательский дом «ПАНОРАМА», № 2-3 2010 г.)
- Каталог-альбом «Владимир Корбаков. Запад и русская провинция. Традиции и авангард». (Вологда,Издательство «Арника», 2010 г.)
- Светлана Корбакова. «Владимир Корбаков. Пейзажи». (Вологда,Издательство ООО ПФ «Полиграфист-Книга». 2011 г.)
- Светлана Корбакова. «Натюрморты Владимира Корбакова». (Вологда,Издательство ООО ПФ «Полиграфист-Книга». 2011 г.)
- Каталог-альбом «Владимир Корбаков. Таруса».(Вологда, Издательство «Арника». 2012 г.)
- Каталог-альбом «Владимир Корбаков. Натюрморты».(Вологда,Издательство «Арника». 2013 г.)